# Fartkamera

Fartkamerans vägmärke.

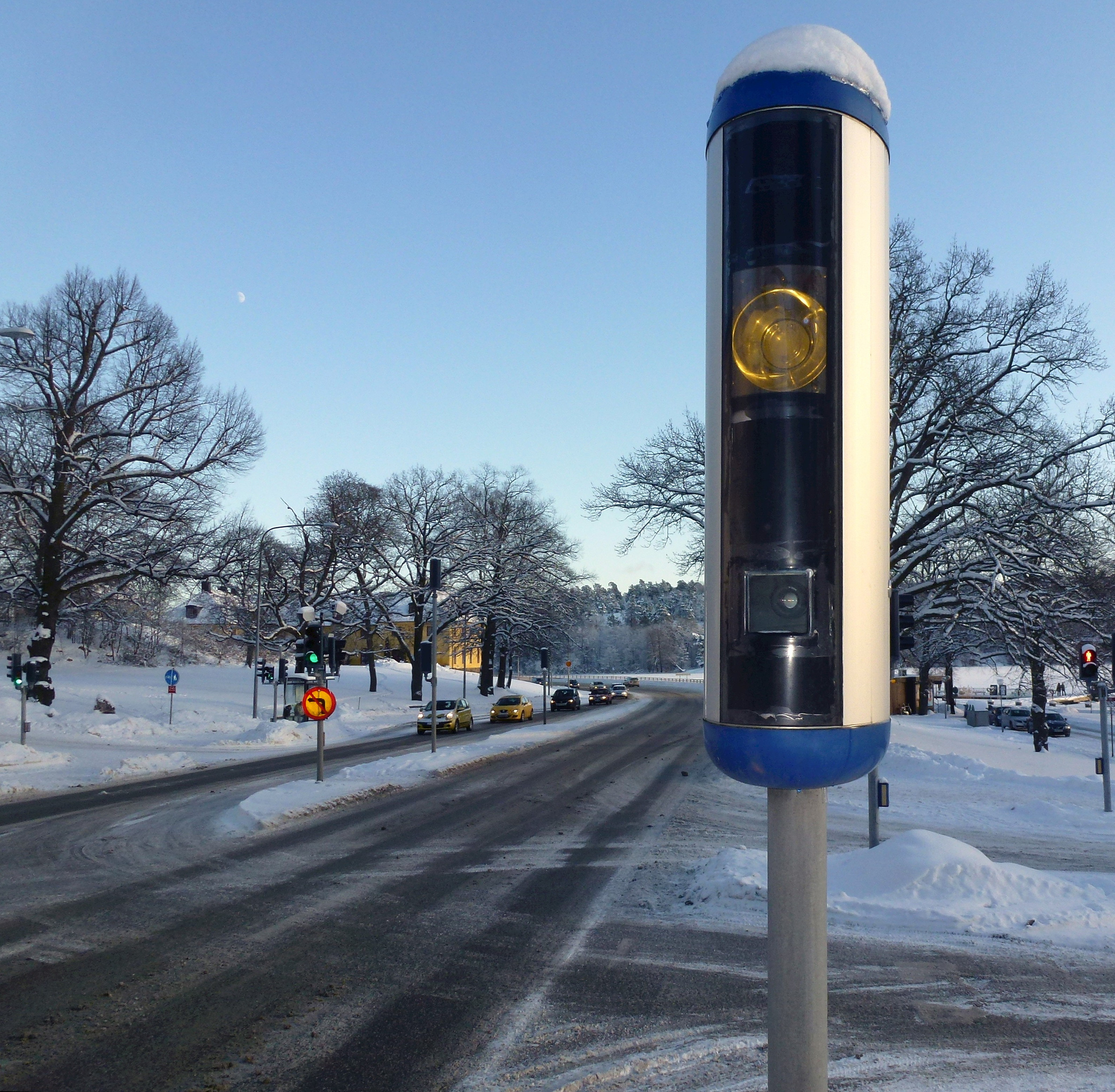
Den i Sverige vanliga typen av fartkamera

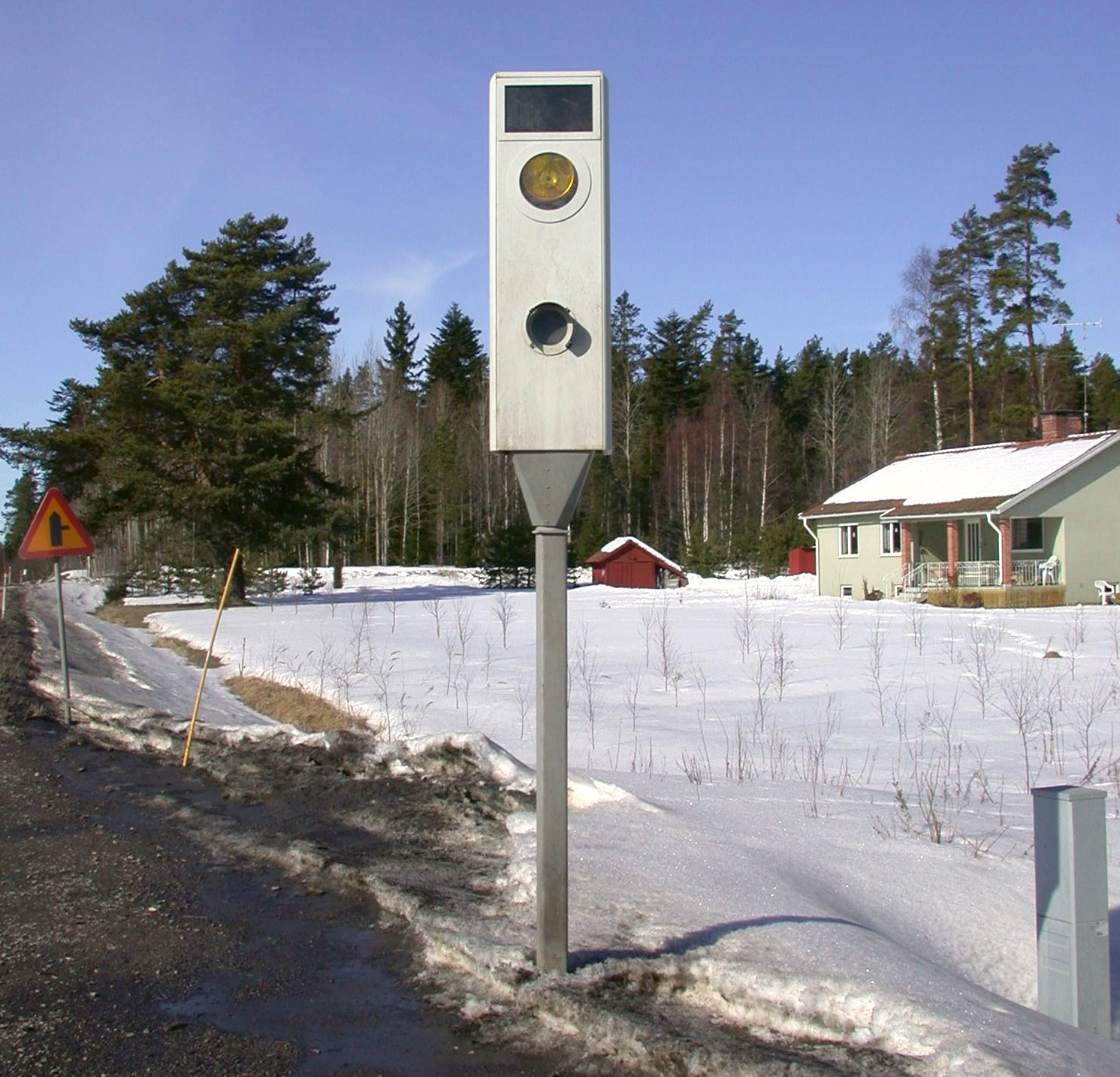
Äldre typ av fartkamera

En fartkamera (även trafiksäkerhetskamera eller hastighetskamera) är en anordning som används för att övervaka hastighetsreglerna på vägar, samt för att lagföra förare som överskrider hastighetsgränsen. Kameran har en detektor för att mäta hastighet, och en kamera för att fotografera eventuell överträdelse. Systemet kallas för ATK, automatisk trafiksäkerhetskontroll.

## Lagregler
I vissa länder, bland annat Sverige, kan bara föraren lagföras för en överträdelse (föraransvar). För att få god bevisning behövs en bra bild både på fordonets registreringsnummer och föraren. I många andra länder har även ägaren ansvar för hastighetsöverträdelsen (ägaransvar). Fordonsägaren har därmed en skyldighet att ange föraren vid en eventuell hastighetsöverträdelse. Vägrar ägaren att medverka i utredningen åläggs denne en kännbar avgift. I de fall där ägaren till fordonet har hela ansvaret, förekommer i vissa länder, behövs inga bildbevis på föraren.

## Trafiksäkerhetseffekt och systemfunktion

### Storbritannien
Forskning i Storbritannien visar att olyckorna minskat när kameror satts upp .

### Sverige
I Sverige introducerades fartkameror på vägarna för första gången under 1980-talet. Det var dock inga automatiserade kameror. Den första ATK-kameran sattes upp 2006 vid riksväg 50, nära Askersund. År 2023 fanns omkring 2 500 trafiksäkerhetskameror uppsatta i Sverige och enligt Trafikverket räddade då kamerorna årligen omkring 20 liv. Kamerorna mäter fordonens hastighet, fotograferar vid hastighetsöverträdelser och bilderna skickas direkt till polisen.

## Annan sorts automatisk övervakning
I till exempel Storbritannien och USA finns rödljuskameror, de övervakar trafikljusen och fångar de som kör mot rött.